# Isotopes du seaborgium
Le seaborgium (Sg, numéro atomique 106) est un élément synthétique qui n'a par conséquent pas de masse atomique standard. Comme tous les éléments synthétiques, il ne possède aucun isotope stable. Le premier isotope synthétisé est 263mSg en 1974. Douze radioisotopes sont connus, de 258Sg à 271Sg, ainsi que deux isomères (261mSg et 263mSg). L'isotope à la plus grande durée de vie est 269Sg avec une demi-vie de 3,1 minutes.

## Table des isotopes
| Symbole du nucléide | Z (p)                | N (n)                | Masse isotopique (u) | Demi-vie                     | Modes de désintégration, | Isotope(s) fils | Spin nucléaire |
| Symbole du nucléide | Énergie d'excitation | Énergie d'excitation | Énergie d'excitation | Demi-vie                     | Modes de désintégration, | Isotope(s) fils | Spin nucléaire |
| ------------------- | -------------------- | -------------------- | -------------------- | ---------------------------- | ------------------------ | --------------- | -------------- |
| 258Sg               | 106                  | 152                  | 258,11298(44)#       | 3,3(10) ms [2,9(+13−7) ms]   | FS                       | (divers)        | 0+             |
| 259Sg               | 106                  | 153                  | 259,11440(13)#       | 580(210) ms [0,48(+28−13) s] | α                        | 255Rf           | 1/2+#          |
| 260Sg               | 106                  | 154                  | 260,114384(22)       | 3,8(8) ms                    | FS (74 %)                | (divers)        | 0+             |
| 260Sg               | 106                  | 154                  | 260,114384(22)       | 3,8(8) ms                    | α (26 %)                 | 256Rf           | 0+             |
| 261Sg               | 106                  | 155                  | 261,115949(20)       | 230(60) ms                   | α (98,1 %)               | 257Rf           | 7/2+#          |
| 261Sg               | 106                  | 155                  | 261,115949(20)       | 230(60) ms                   | CE (1,3 %)               | 261Db           | 7/2+#          |
| 261Sg               | 106                  | 155                  | 261,115949(20)       | 230(60) ms                   | FS (0,6 %)               | (divers)        | 7/2+#          |
| 261mSg              |                      |                      |                      | 92 µs                        | CI                       | 261Sg           |                |
| 262Sg               | 106                  | 156                  | 262,11634(4)         | 8(3) ms [6,9(+38−18) ms]     | FS (92 %)                | (divers)        | 0+             |
| 262Sg               | 106                  | 156                  | 262,11634(4)         | 8(3) ms [6,9(+38−18) ms]     | α (8 %)                  | 258Rf           | 0+             |
| 263Sg               | 106                  | 157                  | 263,11829(10)#       | 1,0(2) s                     | α                        | 259Rf           | 9/2+#          |
| 263mSg              | 100(70)# keV         | 100(70)# keV         | 100(70)# keV         | 120 ms                       | α (87 %)                 | 259Rf           | 3/2+#          |
| 263mSg              | 100(70)# keV         | 100(70)# keV         | 100(70)# keV         | 120 ms                       | FS (13 %)                | (divers)        | 3/2+#          |
| 264Sg               | 106                  | 158                  | 264,11893(30)#       | 37 ms                        | FS                       | (divers)        | 0+             |
| 265aSg              | 106                  | 159                  | 265,12109(13)#       | 8(3) s                       | α                        | 261Rf           |                |
| 265bSg              | 106                  | 159                  | 265,12109(13)#       | 16,2 s                       | α                        | 261Rf           |                |
| 266Sg               | 106                  | 160                  | 266,12198(26)#       | 360 ms                       | FS                       | (divers)        | 0+             |
| 267Sg               | 106                  | 161                  | 267,12436(30)#       | 1,4 min                      | FS (83 %)                | (divers)        |                |
| 267Sg               | 106                  | 161                  | 267,12436(30)#       | 1,4 min                      | α (17 %)                 | 263Rf           |                |
| 269Sg               | 106                  | 163                  | 269,12863(39)#       | 3,1 min                      | α                        | 265Rf           |                |
| 271Sg               | 106                  | 165                  | 271,13393(63)#       | 2,4 min                      | α (67 %)                 | 267Rf           |                |
| 271Sg               | 106                  | 165                  | 271,13393(63)#       | 2,4 min                      | FS (33 %)                | (divers)        |                |

1. ↑  Abréviations :
CE : capture électronique ;
CI : conversion interne ;
FS : fission spontanée.
2. ↑  Pas directement synthétisé, fait partie de la chaine de désintégration de 270Ds.
3. ↑  Pas directement synthétisé, fait partie de la chaîne de désintégration de 271Ds.
4. ↑  Pas directement synthétisé, produit de désintégration de 270Hs.
5. ↑  Pas directement synthétisé, produit de désintégration de 271Hs.
6. ↑  Pas directement synthétisé, fait partie de la chaîne de désintégration de 285Fl.
7. ↑  Pas directement synthétisé, fait partie de la chaine de désintégration de 287Fl.